# Piper concretiflorum
Piper concretiflorum är en pepparväxtart som beskrevs av C. Dc.. Piper concretiflorum ingår i släktet Piper och familjen pepparväxter. Inga underarter finns listade i Catalogue of Life.